# Ikegami Sone
Le site d'Ikegami Sone (池上・曽根遺跡, Ikegami-Sone iseki) est un site archéologique contenant les ruines d'un habitat groupé de la Période Yayoi, à cheval sur le quartier d'Ikegami dans la ville d'Izumi et sur le quartier de Sone dans la ville d'Izumiōtsu, dans la région du Kansai au Japon. Il s'agit des restes de peuplement d'une superficie totale de 600 000 m2, s'étendant sur 1,5 kilomètre du nord au sud et 0,6 kilomètre d'est en ouest. Il a été désigné site historique national du Japon en 1976 et est un parc archéologique depuis 2005.

## Découverte
Le site d'Ikegami Sone est découvert vers 1900 lorsqu'un résident local collecte des tessons de poterie Yayoi, mais il ne reçoit alors aucune attention académique. Une fouille archéologique est menée en prévision de l'Exposition universelle d'Osaka de 1970, lorsque le tracé de la Route nationale japonaise 26 est planifié, et il est découvert que le site était d'une taille sans précédent. Cependant, la découverte du site de Yoshinogari à Kyūshū attire alors toute l'attention, et la recherche à Ikegami-Sone ne progresse pas beaucoup en raison du manque de fonds. Dans les années 1990, une nouvelle étude est menée pour améliorer le parc historique, et les fondations d'un grand bâtiment à piliers sont découvertes.

## Datation
Le site d'Ikegami Sone semble avoir été construit lors de la phase Yayoi I et avoir été occupé jusqu’à la phase Yayoi IV, soit de 300 av. J.-C. à 300 ap. J.-C.

## Description
Le grand bâtiment à piliers d'Ikegami Sone est l'une des plus grandes structures de la période Yayoi jamais découvertes, mesurant 19,2 sur 6,9 mètres. Son toit s’élevait sans doute à 9 mètres. Les piliers de cyprès ont un diamètre de 60 centimètres, et les bases de 17 des 26 piliers d'origine ont survécu. La dendrochronologie prouve que les piliers utilisés dans la construction de cet édifice ont été coupés en 52 av. J.-C. Les trous des poteaux ont été réutilisés trois ou quatre fois, ce qui indique que le bâtiment a été reconstruit au moins autant de fois sur une période de 100 ans. Sa fonction  est inconnue, mais on pense qu'il s'agissait du centre de l'habitat, soit un espace rituel, soit une résidence de chef. Son architecture évoque celle des premiers temples shinto connus, à Ise et Izumo.
À côté du grand bâtiment se trouvent les restes d'un grand camphrier d'un diamètre de 2,3 mètres, qui a été creusé pour former les côtés d'un puits, ainsi que les fondations de plusieurs autres bâtiments à piliers. Un très grand nombre de "pithouses" existaient au sud, et une rizière d'une superficie d'environ 250 000 mètres carrés était située à l'ouest de ces structures. L'ensemble de l'habitat est entouré d'un double anneau de douves d'une largeur de trois à quatre mètres. Sur la circonférence extérieure du fossé, un groupe de vingt kofuns entoure les zones sud, est et nord de la colonie, en forme de bandeau.
Selon les estimations, Ikagami Sone accueillait une population de 500 à 1000 personnes au sommet de sa prospérité.

## Matériel archéologique
De nombreux objets, notamment des poteries Yayoi, des outils en pierre et des objets en bois en forme d'oiseau, considérés comme des reliques religieuses, ont été découverts. Il convient de noter un grand nombre de couteaux en pierre fabriqués à partir d'un schiste vert provenant du bassin de la rivière Kinokawa, dans la préfecture de Wakayama : 1 300 exemplaires finis et 300 produits non finis. D'autres armes, telles que des épées et des pointes de lance en pierre, ont également été découvertes. Pour ces raisons, on pense que le site d'Ikegami-Sone était un centre de production et de distribution de couteaux en pierre. Aucune ferronnerie n'a été découverte sur le site, et on pense que la diffusion du travail du fer dans la région pendant la période Yayoi a été plus tardive par rapport aux sites contemporains du nord de Kyushu.
De nombreux pièges à poulpe en céramique ont été trouvés dans une fosse et dans le puits adjacent au bâtiment principal.
Il convient également de noter un pot à long col représentant un dragon, qui semble dater de la fin de la période Yayoi. On pense que ce type de poteries est à mettre en rapport avec des rituels liés à l'eau car elles ont été extraites de puits sur d'autres sites. En Chine, le dragon est considéré comme un dieu générateur de pluie, et le pot suggère une certaine forme de contact avec la culture continentale au cours de cette période.

## Musée et parc archéologique
De nombreux artefacts sont conservés et exposés au Musée préfectoral de la culture Yayoi d'Osaka (大阪府立弥生文化博物館, Ōsaka Furitsu Yayoi Bunka Hakubutsukan), et une grande partie du site est préservée en tant que parc archéologique avec de nombreuses reconstructions de bâtiments. Le site se trouve à sept minutes à pied de la gare de Shinodayama sur la ligne JR West Hanwa.

## Galerie

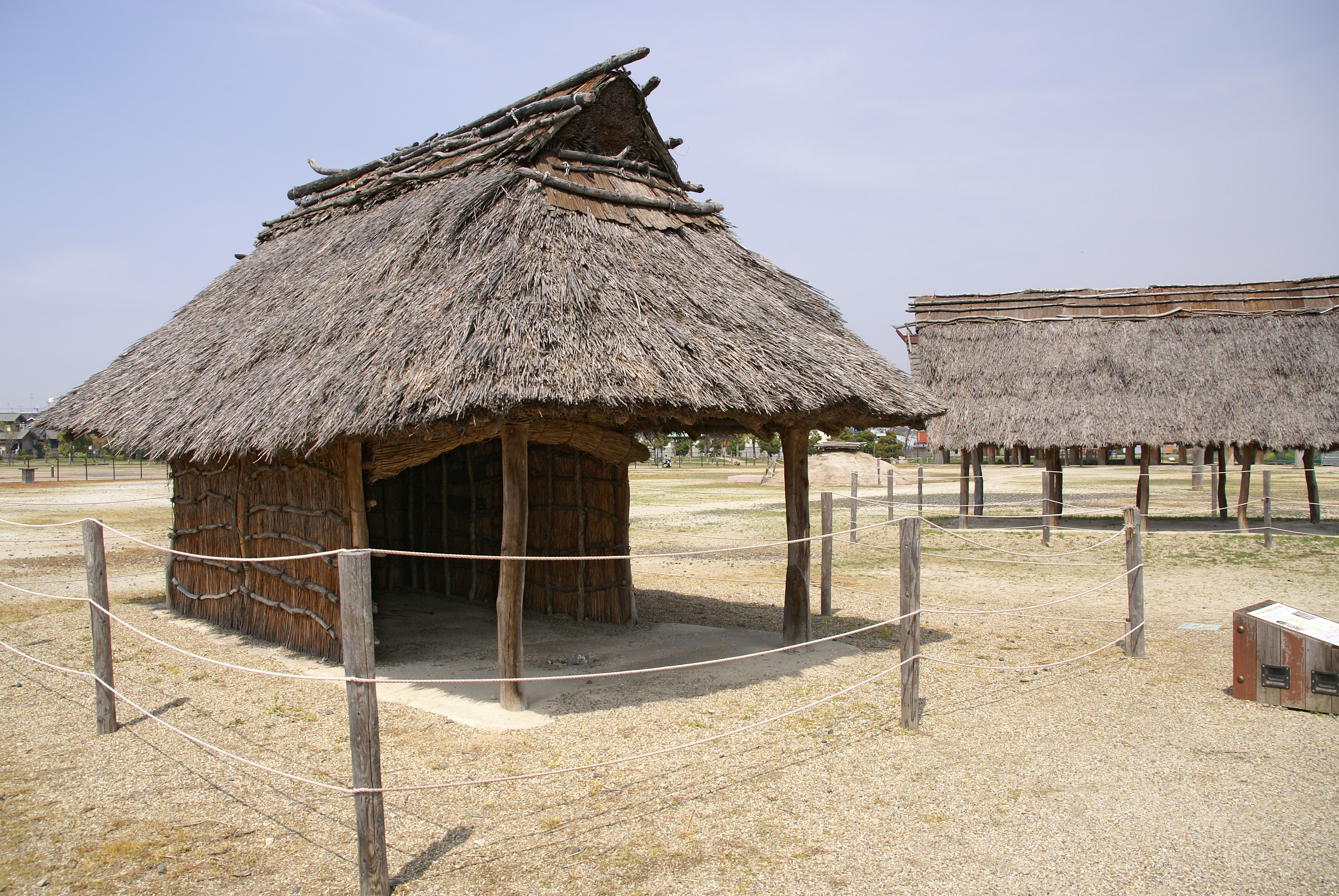
Bâtiment reconstitué sur le site d'Ikegami-Sone.
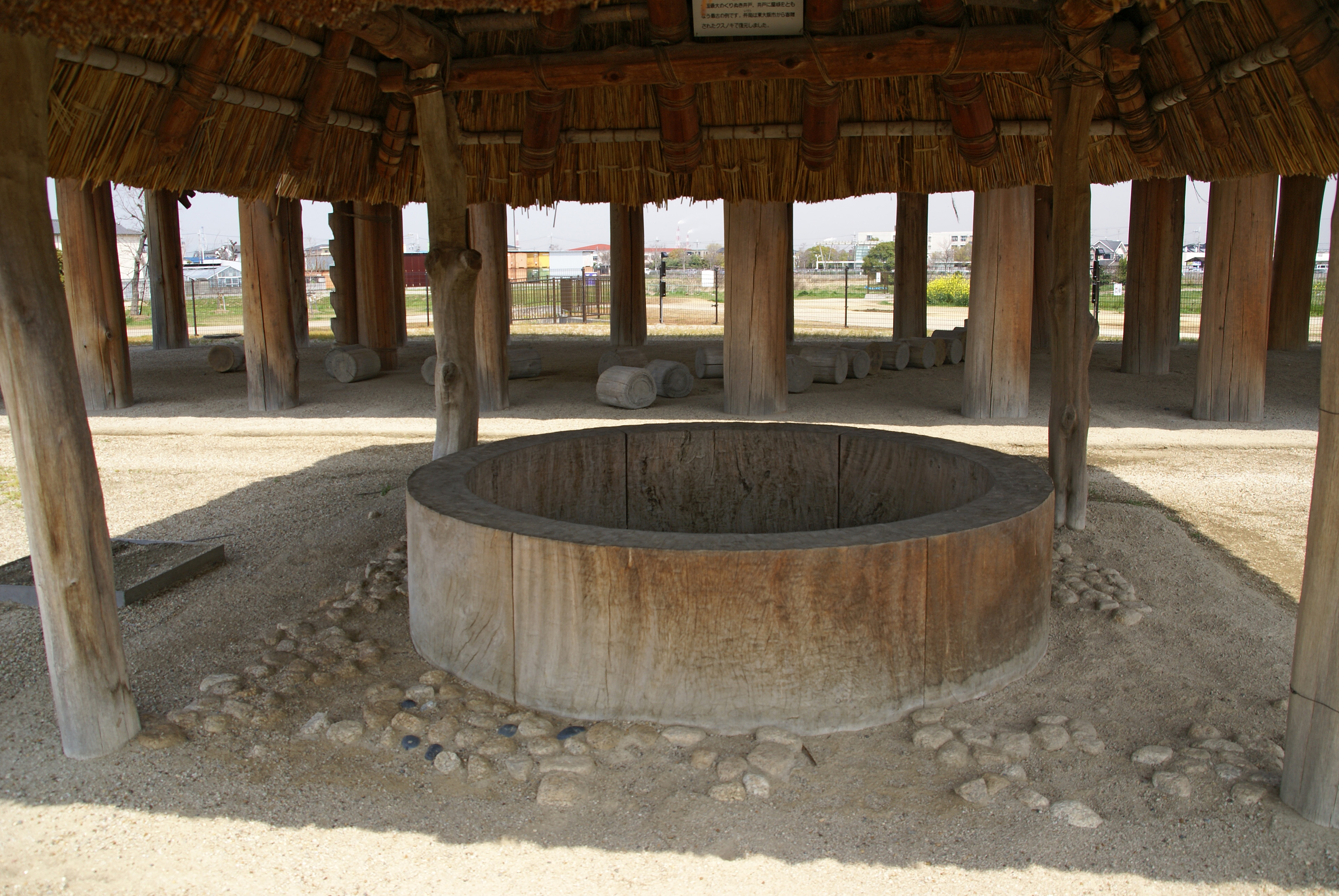
Reconstitution de puits sur le site d'Ikegami-Sone.
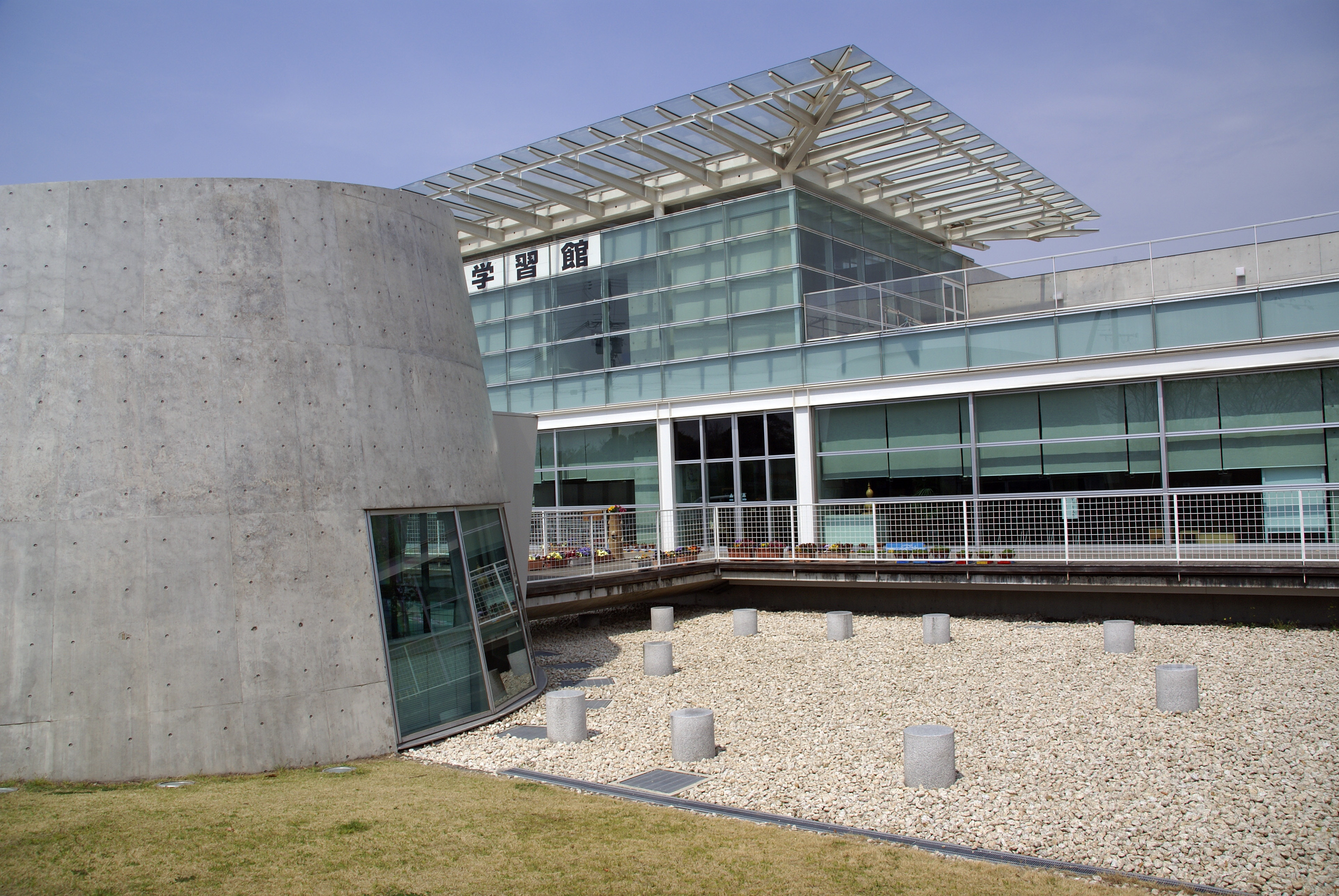
Musée préfectoral de la culture Yayoi d'Osaka.
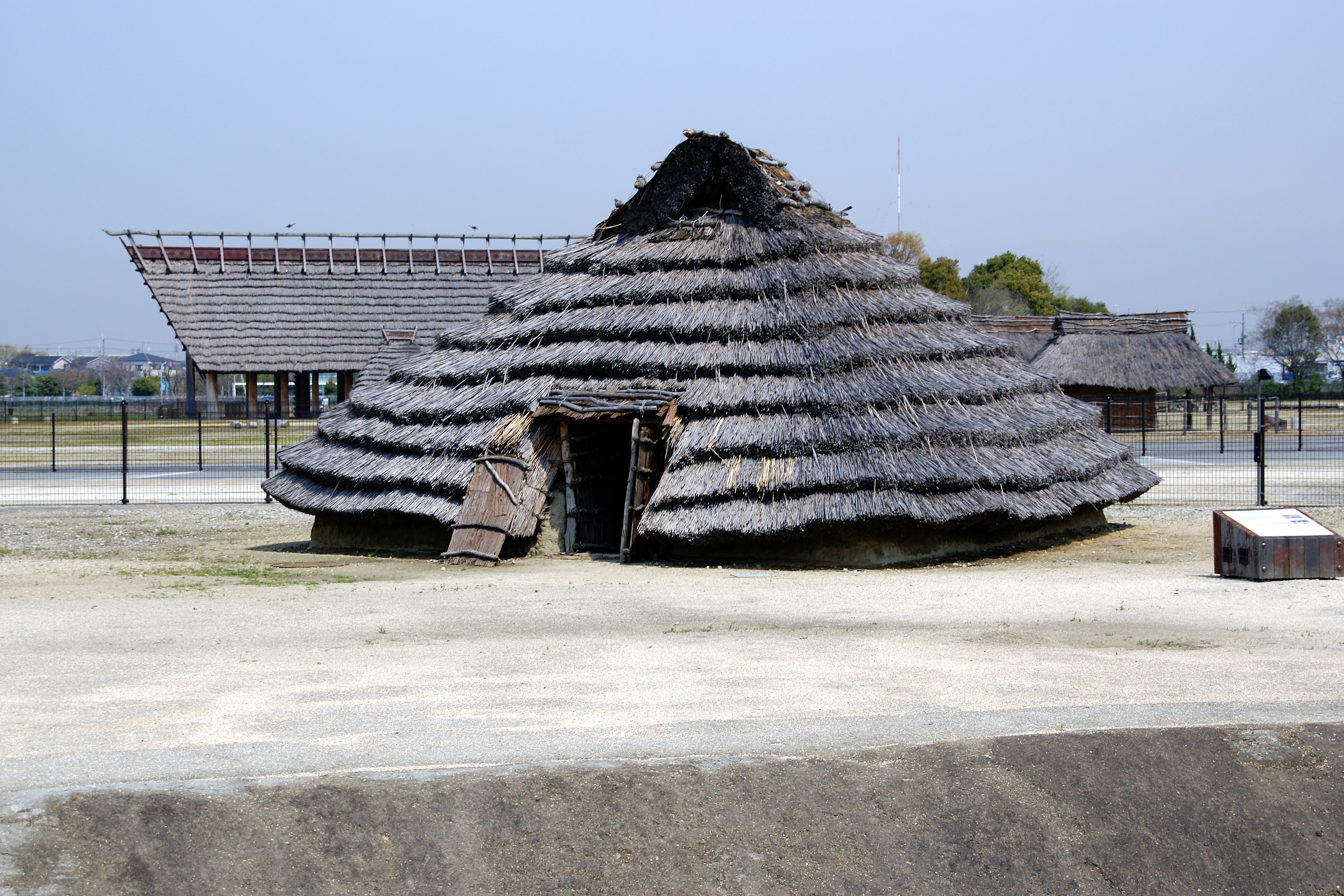
Reconstitution de bâtiment sur le site d'Ikegami-Sone.